# Carlos Prudêncio
Carlos Prudêncio (1937) é considerado o inventor da urna eletrônica. Ele a criou quando trabalhava como juiz eleitoral.

## Carreira

### Juiz Eleitoral
Começou sua carreira como juiz eleitoral em 1969, na cidade de São Francisco do Sul. Depois, em 1978, se tornou juiz da 5ª Seção Eleitoral do Estado. No cargo, estudou maneiras de agilizar a apuração de votos nos municípios. Ele convidou seu irmão, Roberto Prudêncio, dono da Alcance Informática, a ajudá-lo na construção do coletor eletrônico de voto. O primeiro teste se deu nas eleições de 1982, em Joaçaba, mas foi testada em larga escala nas eleições de 1988 no município de Brusque. Nos testes seguintes, o sistema ganhou apoio de organizações públicas, como o Centro de Referência em Tecnologias Inovadoras (CERTI), o Centro de Tecnologia Aeronáutica (CTA) e o Instituto Nacional de Pesquisas Espaciais (INPE). Em 1996, o Tribunal Superior Eleitoral (TSE) encomendou a fabricação das urnas pela primeira vez. Em 2000, o voto eletrônico já estava presente em 100% dos municípios brasileiros.

### Tribunal de Justiça de Santa Catarina
Foi eleito para o Tribunal de Justiça de Santa Catarina (TJSC), com posse em 1 de fevereiro de 2010. Sua eleição foi contestada por ser uma afronta ao artigo 102 da Lei Orgânica da Magistratura Nacional (Loman), mas foi mantida pelo então presidente do Supremo Tribunal Federal (STF) Gilmar Mendes.
Se aposentou do TJSC em 17 de dezembro de 2013.

## Condenações na Justiça
Prudêncio foi interceptado por acaso pela Polícia Federal (PF) na Operação Arrastão, que investigava jogos de azar. De acordo com o relatório da Corregedoria Nacional de Justiça (CNJ), Prudêncio tinha conhecimento que Nauro Galassini mantinha relações sexuais com uma garota menor de idade e incentivava o ato. Em 3 de abril de 2014, a CNJ o aposentou compulsoriamente do TJSC, porém a medida não teve efeito prático, já que Prudêncio já era aposentado. No dia da decisão, Prudêncio anunciou que seus advogados protocolariam uma contestação no STF.